# Bisdom San Martín

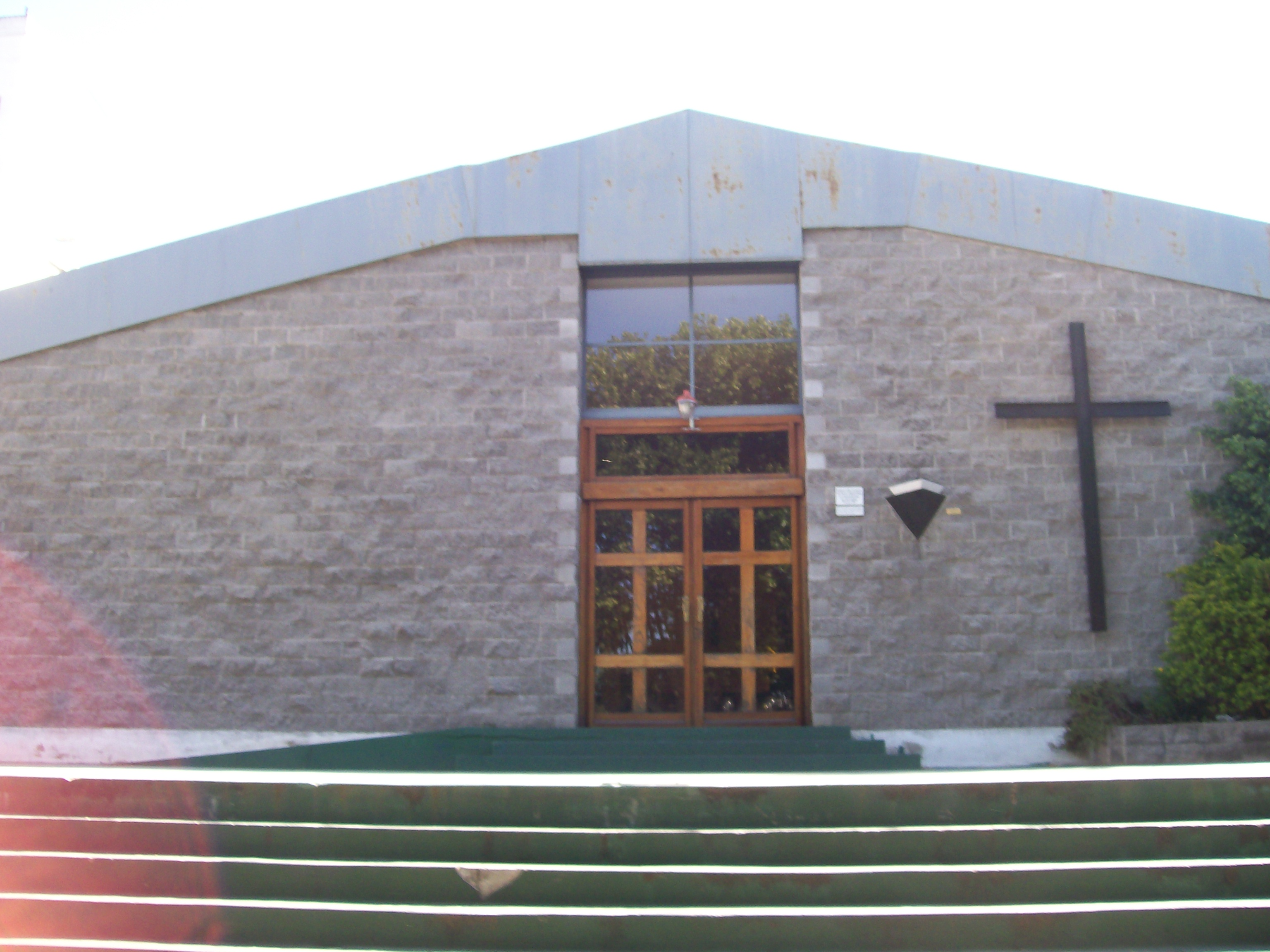
De kathedraal van San Martín

Het bisdom San Martín (Latijn: Dioecesis Foromartiniensis) is een rooms-katholiek bisdom met als zetel San Martín in Argentinië. Het bisdom is suffragaan aan het aartsbisdom Buenos Aires. Het bisdom werd opgericht in 1961.
In 2020 telde het bisdom 40 parochies. Het bisdom heeft een oppervlakte van 102 km² en telde in 2020 768.000 inwoners waarvan 72,9% rooms-katholiek waren. 

## Bisschoppen
- Manuel Menéndez (1961-1991)
- Luis Héctor Villalba (1991-1999)
- Raúl Rossi (2000-2003)
- Guillermo Rodríguez-Melgarejo (2003-2018)
- Miguel Ángel D’Annibale (2018-2020)
- Martín Fassi (2020-)

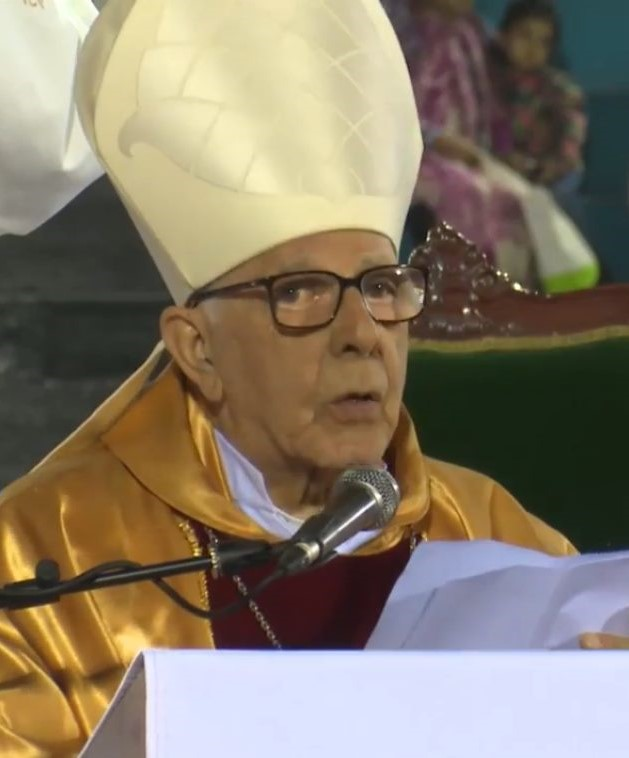
Luis Héctor Villalba
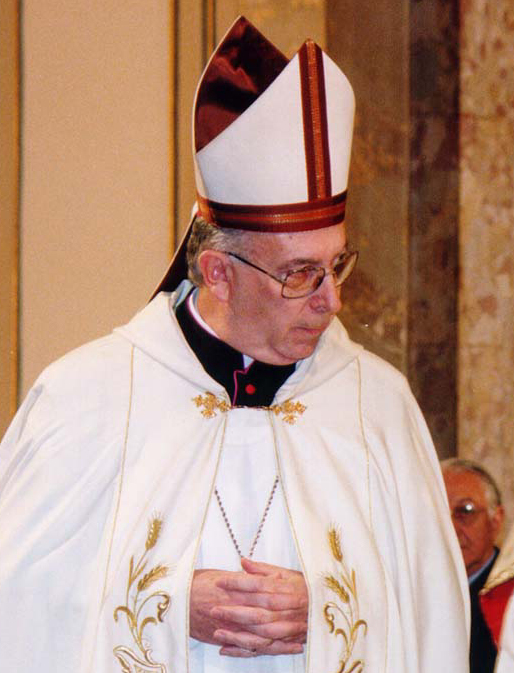
Raúl Rossi
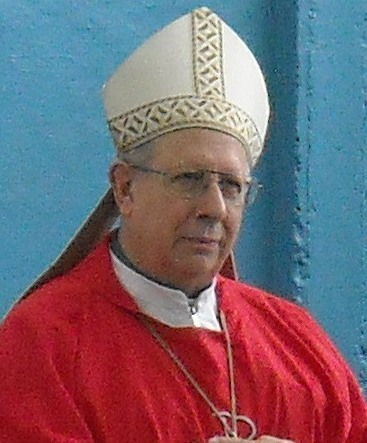
Guillermo Rodríguez-Melgarejo

Buenos Aires (aartsbisdom) · Avellaneda-Lanús ·  Buenos Aires (Maronitisch) · Buenos Aires (Oekraïenisch) · Gregorio de Laferrere · Lomas de Zamora · Morón · Quilmes · San Isidro · San Justo · San Martín · San Miguel